# Pokarm bogów
Pokarm bogów (tyt. oryg. The Food of the Gods and How It Came to Earth) – powieść fantastyczna autorstwa Herberta George’a Wellsa.

## Fabuła
Dwóch naukowców, Bensington i Redwood, prowadzi badania na procesem wzrostu żyjących istot. Wynikiem ich badań jest substancja pokarmowa nazwana Herakleophorbia IV, która przyspiesza i potęguje proces wzrostu. Na eksperymentalnej farmie testują substancję na kurczakach, które rosną do gigantycznych rozmiarów.
W wyniku zaniedbania para pracowników zatrudniona do karmienia i monitorowania zwierząt pozwala innym gatunkom zjeść pokarm, co wkrótce prowadzi do sterroryzowania wsi przez ogromne szczury, osy i robaki. Gigantyczne kurczaki uciekają i napadają na pobliskie miasto. Ponaglani przez inżyniera Cossara, Bensington i Redwood biorą odpowiedzialność za straty. Wyposażeni w strzelby i ładunki wybuchowe, polują na wynaturzone zwierzęta i palą farmę.

## Adaptacje
Adaptacją części książki jest film The Food of the Gods wyprodukowany przez American International Pictures w 1976 roku, wyreżyserowany przez Bert I. Gordona. W 1989, powstał kolejny film Gnaw: Food of the Gods, Part 2 luźno nawiązujący do powieści. Pomimo tytułu nie nawiązuje do filmu z 1976.
Pokarm bogów został pierwszy raz zaadaptowany w komiksach w styczniu 1961 przez Classics Illustrated numer 160, z okładką wykonaną przez Geralda McCanna, i ilustracjami przez Tony’ego Tallarico.